# Bruno da Silva Costa
Bruno da Silva Costa (Carazinho, 28 de março de 2000), conhecido como Bruno Silva, é um futebolista brasileiro que atua como atacante. Atualmente, joga pela Novorizontino.
Revelado pela Chapecoense em 2018, logo conquistou seu lugar na equipe, disputando em sua temporada de estreia 46 jogos e marcando dois gols. 
Em 25 de junho de 2019, se transferiu por empréstimo para o Atlético Mineiro até o fim de 2020, sendo inicialmente integrado à equipe sub-20. Fez sua estreia pelo time principal em 21 de janeiro de 2020, entrando nos minutos finais da vitória por 1 a 0 sobre o Uberlândia, pelo Campeonato Mineiro. Cinco dias depois, marcou seu primeiro gol pelo Galo, o quinto na vitória por 5 a 0 sobre o Tupynambás. Em 16 de setembro de 2020, Bruno teve seu contrato com o Atlético rescindido e se reintegrou ao elenco da Chapecoense. O clube mineiro manteve a opção de adquirir o seu passe em 2021 por um valor preestabelecido.

## Títulos
Atlético Mineiro
- Campeonato Mineiro: 2020

Chapecoense
- Campeonato Brasileiro - Série B: 2020